# Cabecita 3 Marías
Cabecita 3 Marías är en ort i Mexiko.   Den ligger i kommunen Aguascalientes och delstaten Aguascalientes, i den centrala delen av landet, 400 km nordväst om huvudstaden Mexico City. Cabecita 3 Marías ligger 1 914 meter över havet och antalet invånare är 184.
Terrängen runt Cabecita 3 Marías är platt åt sydost, men åt nordväst är den kuperad. Runt Cabecita 3 Marías är det tätbefolkat, med 459 invånare per kvadratkilometer. Närmaste större samhälle är Aguascalientes, 18,0 km nordost om Cabecita 3 Marías. Trakten runt Cabecita 3 Marías består till största delen av jordbruksmark.